# Bahía Posesión
La Bahía Posesión es una bahía en la costa norte del sector este del estrecho de Magallanes, ubicada entre Primera Angostura y la Punta Dungeness. 
En ese sector del estrecho las aguas tienen características atlánticas, tales como la salinidad y el régimen de mareas, que alcanzan los 10 metros generando una corriente que atraviesa la Primera Angostura con velocidades de hasta 8 nudos. En el sector intermedio entre la Primera y la Segunda Angostura se produce la mezcla de las aguas del Océano Atlántico con las del Océano Pacífico, disminuyendo la altura de las mareas.
Esta bahía se encuentra a aproximadamente 37 kilómetros al sur del parque nacional Pali Aike, la ubicación de algunos de los asentamientos humanos más antiguos conocida en las Américas, yendo tan atrás como la ocupación humana en un tubo de lava del campo volcánico Pali Aike hace 10.000 años.
En 1974, el buque petrolero Metula, en el camino a la bahía de Quintero, cerca de Valparaíso, encalló aquí y perdió alrededor de 60.000 toneladas de crudo ligero que afectó gravemente a la fauna local.